# Talavera la Vieja

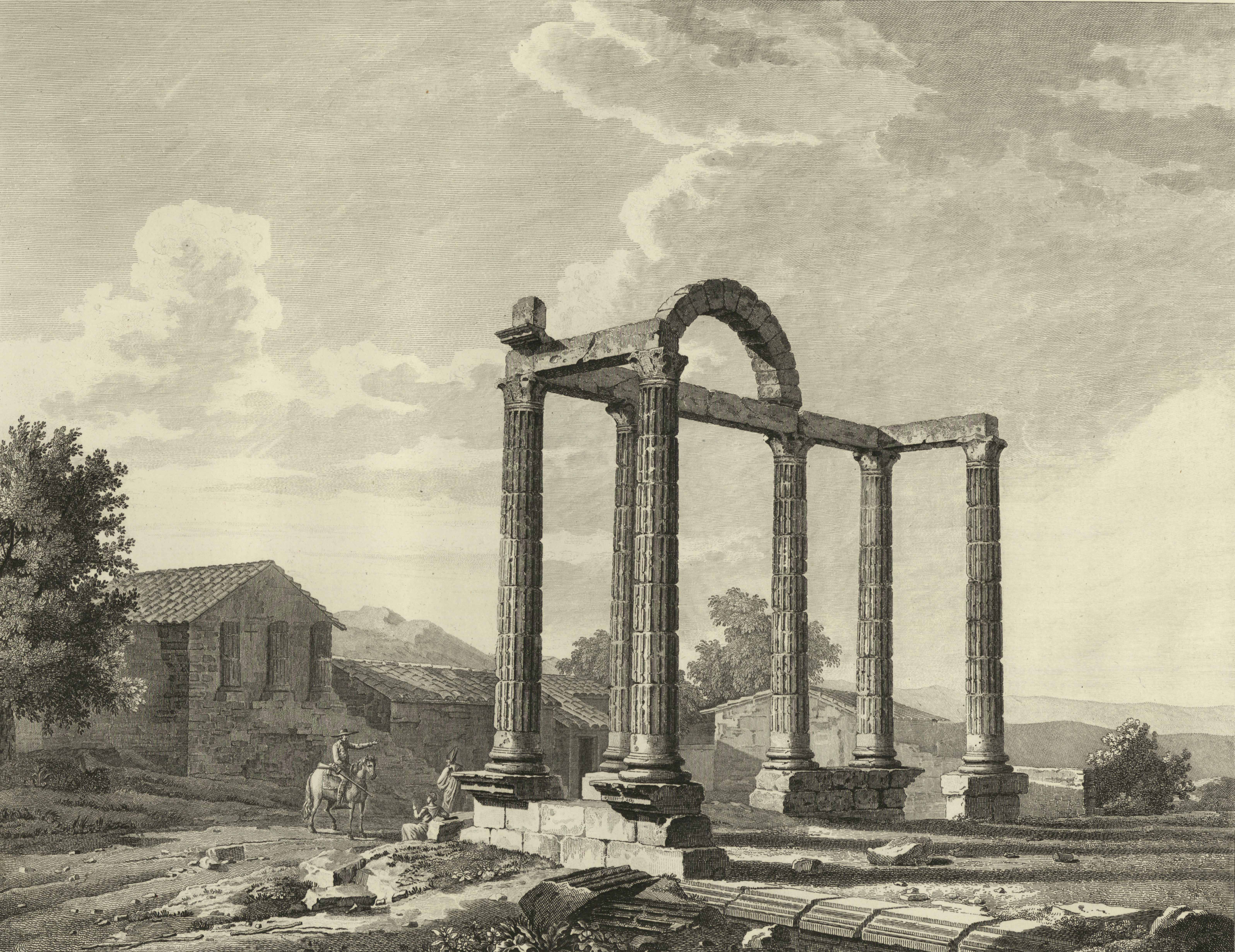
Pórtico da cúria de Augustóbriga

Talavera la Vieja, também conhecida como Talaverilla localmente, chamada Augustóbriga pelos romanos, foi um antigo município e uma vila, atualmente abandonada, situada na Alta Estremadura, província de Cáceres, junto à margem esquerda do rio Tejo, entre as comarcas de Jara e Campo Arañuelo, em Castela-Mancha, na antiga terra de Talavera de la Reina.
Devido à sede do município e grande parte do seu território ter sido submerso pela albufeira da barragem de Valdecañas em 1963, as terras do município de Talavera la Vieja foram divididas entre os municípios de Peraleda de San Román e Bohonal de Ibor. Neste último, encontram-se as ruínas da cidade romana de Augustóbriga, em grande parte também submersas, embora sejam visíveis em períodos de seca.